# Antoni Vergés i Mirassó
Antoni Vergés i Mirassó (Castellar del Vallès, Vallès Occidental, 1832-1874) fou un eclesiàstic i escriptor, el qual feu restaurar el monestir de Sant Llorenç del Munt el 1867 i publicà diverses obres religioses en català.

## Obres
- Divinidad de Jesucrito, su Iglesia, su doctrina (1863)
- Lutero y el protestantismo, o, Los sectarios sin careta (1869)
- Séria disputa entre pare y fill sobre les questions de temps present (1870)
- Sant Llorens del Munt : son passat, son present y venider : historia de aquell antiquíssim monastir (1871)
- Ofici de la Semmana Santa: traduhit del llatí al catalá (1874)
- Història de Castellar del Vallès (pòstum, 1974)